# Michael Dusek
Michael Dusek (* 10. November 1958 in Niederwörresbach; † 14. Juli 2023) war ein deutscher Fußballspieler und späterer -trainer. Als Abwehrspieler eingesetzt absolvierte er von 1980 bis 1988 in der Bundesliga 210 Spiele für den 1. FC Kaiserslautern, in denen er zehn Tore erzielte.

## Sportliche Laufbahn
Zu seinen größten Erfolgen gehörte das Erreichen des Finales 1981 im deutschen Vereinspokal, das mit 1:3 gegen Eintracht Frankfurt verloren wurde, ein dritter Platz in der Saison 1979/80 sowie zwei vierte Plätze zum Abschluss der Bundesligasaisons 1980/81 und 1981/82. Ein Titel blieb ihm in seiner Laufbahn jedoch verwehrt. Im Europapokal trat er für die Roten Teufel in 19 UEFA-Cup-Partien an.

## Trainerlaufbahn
Nach seinem verletzungsbedingten Karriereende mit 29 Jahren schlug er eine Trainerkarriere ein. Seine erste Trainerstation war beim SV Niederwörresbach. Er trainierte die Mannschaft von 1988 bis 1991. Danach wechselte er bis 1994 zum TuS Tiefenstein. Am 1. Juli 1994 übernahm er die Mannschaft des SV Wittlich.
Vom 1. Juli 1996 bis 30. Juni 1999 trainierte er die Mannschaft vom SC 07 Idar-Oberstein. Seine größten Erfolge waren die Vizemeisterschaft der Oberliga Südwest in der Saison 1996/97, der SWFV-Pokalsieg 1998 und die damit verbundene Qualifikation für den  DFB-Pokal 1998/99 (in der das Team in der 1. Hauptrunde vor 5000 Zuschauern im Stadion Im Haag gegen Arminia Bielefeld mit 0:1 verlor), sowie der Aufstieg in die Regionalliga West/Südwest am Ende der Saison 1998/99.
Vom 1. Juli 1999 bis zum 3. September 2001 trainierte er die Amateurmannschaft des 1. FC Kaiserslautern und übernahm danach das U19-Junioren-Team. Zu Beginn der Saison 2006/07 beendete Dusek aufgrund gesundheitlicher Probleme sein Engagement bei den „Roten Teufeln“.
In der Saison 2007/08 betreute er zunächst die A-Junioren-Verbandsliga-Mannschaft des TuS Mörschied. Nachdem Patric Muders wegen des misslungenen Saisonstarts bei seinem Ex-Club SC 07 Idar-Oberstein entlassen worden war, übernahm Dusek dessen Posten. In der Saison 2010/11 führte er den Verein zur Oberligameisterschaft und dem damit verbundenen Aufstieg in die Regionalliga. Zur Saison 2011/12 übernahm er das Traineramt beim FK Pirmasens, wurde dort aber nach der Spielzeit im Juni 2012 entlassen. Als Grund wurden verpasste sportliche Ziele und unterschiedliche Auffassungen über die zukünftige Ausrichtung des Vereins angegeben.
Seit November 2013 war Dusek in die Trainingsarbeit des Landesligisten FC Viktoria Merxheim eingebunden, wo er Spielertrainer Sebastian Kilp unterstützte. Verbunden mit seinem Einstieg war ein sportlicher Aufschwung zu sehen. Im Sommer 2014 übernahm er den Verein als Trainer, gab aber bereits im Dezember seinen Rücktritt bekannt. Ausschlaggebend für die Entscheidung war die Diskrepanz zwischen seiner persönlichen Einstellung zum Fußball und der der Merxheimer Spieler.
Im Sommer 2015 wurde Dusek Coach beim SV Nanzdietschweiler. Nach einer sportlichen Bilanz unter den Erwartungen trennten sich der Verein und Dusek bereits Anfang November einvernehmlich.
Ab 2018 war Dusek in unterschiedlichen Funktionen beim VfR 07 Kirn tätig. Im März 2023 legte er sein letztes Traineramt beim Landesligisten aufgrund von gesundheitlichen Problemen nieder.

## Privates und Tod
Michael Dusek absolvierte eine Berufsausbildung zum Kaufmann und arbeitete auch in diesem Beruf. Er starb in Folge einer Krebserkrankung.
Er wurde am 2. August 2023 in der Waldlounge im Ruheforst Kaiserslautern beigesetzt.